# Гіхман Ілля Йосипович
Гіхман Ілля Йосипович (нар. 23 березня 1949 року, Київ, Українська РСР, СРСР) — математик, доктор фізико-математичних наук (1991). Емігрував до США. Син Гіхмана Йосипа Ілліча.

## Біографічні дані
У 1971 закінчив Донецький університет.
З 1973 по 1995 року працював в Інституті прикладної математики і механіки НАНУ у Донецьку; від 1992 — провідний науковий співробітник.

### Наукова діяльність
Досліджував теорію ймовірностей та математичну статистику.
Розробив методи дослідження напівлінійних стохастичних систем параболічного типу в циліндричних областях.
З 24 по 26 травня в Умані відбулась міжнародна конференція, присвячена 90–річчю з дня народження науковця, який зробив вагомий внесок у розвиток математичної науки, доктора фізико-математичних наук, професора, член-кореспондента Української Академії наук Йосипа Ілліча Гіхмана. Участь у конференції взяли вчені з України, Грузії, США та ін.. 26 травня міський голова Юрій Бодров, професор Університету Цинцинаті, син вченого — Ілля Гіхман, та учасники конференції відкрили Меморіальну дошку з нагоди цієї дати.